# Oplopomus
Az Oplopomus a csontos halak (Osteichthyes) főosztályának a sugarasúszójú halak (Actinopterygii) osztályába, ezen belül a sügéralakúak (Perciformes) rendjébe, a gébfélék (Gobiidae) családjába és a Gobiinae alcsaládjába tartozó nem.

## Rendszerezés
A nembe az alábbi 2 faj tartozik:
- Oplopomus caninoides (Bleeker, 1852)
- Oplopomus oplopomus (Valenciennes, 1837) - típusfaj